# Leipzig Völkerschlachtdenkmal järnvägsstation

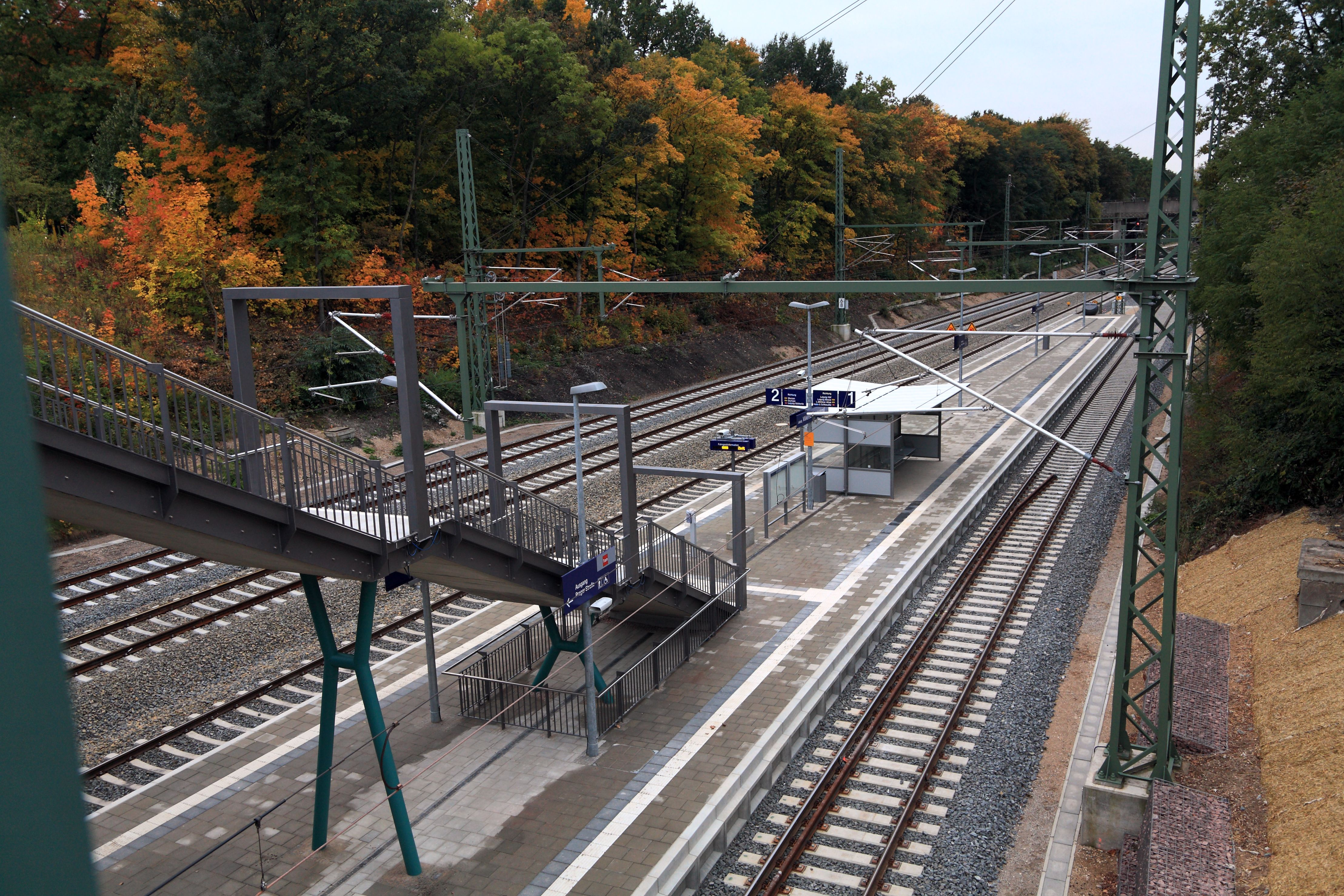
Den nyöppnade Leipzig-Völkerschlachtdenkmal järnvägsstation. Bilden är tagen från Prager Straße mot sydöst. I bakgrunden syns den gamla Mässbron med vägen Straße des 18. Oktober. Den gamla stationen (innan 2012) låg bakom Mässbron på östra sidan järnvägen (spåret längst till vänster i bild).

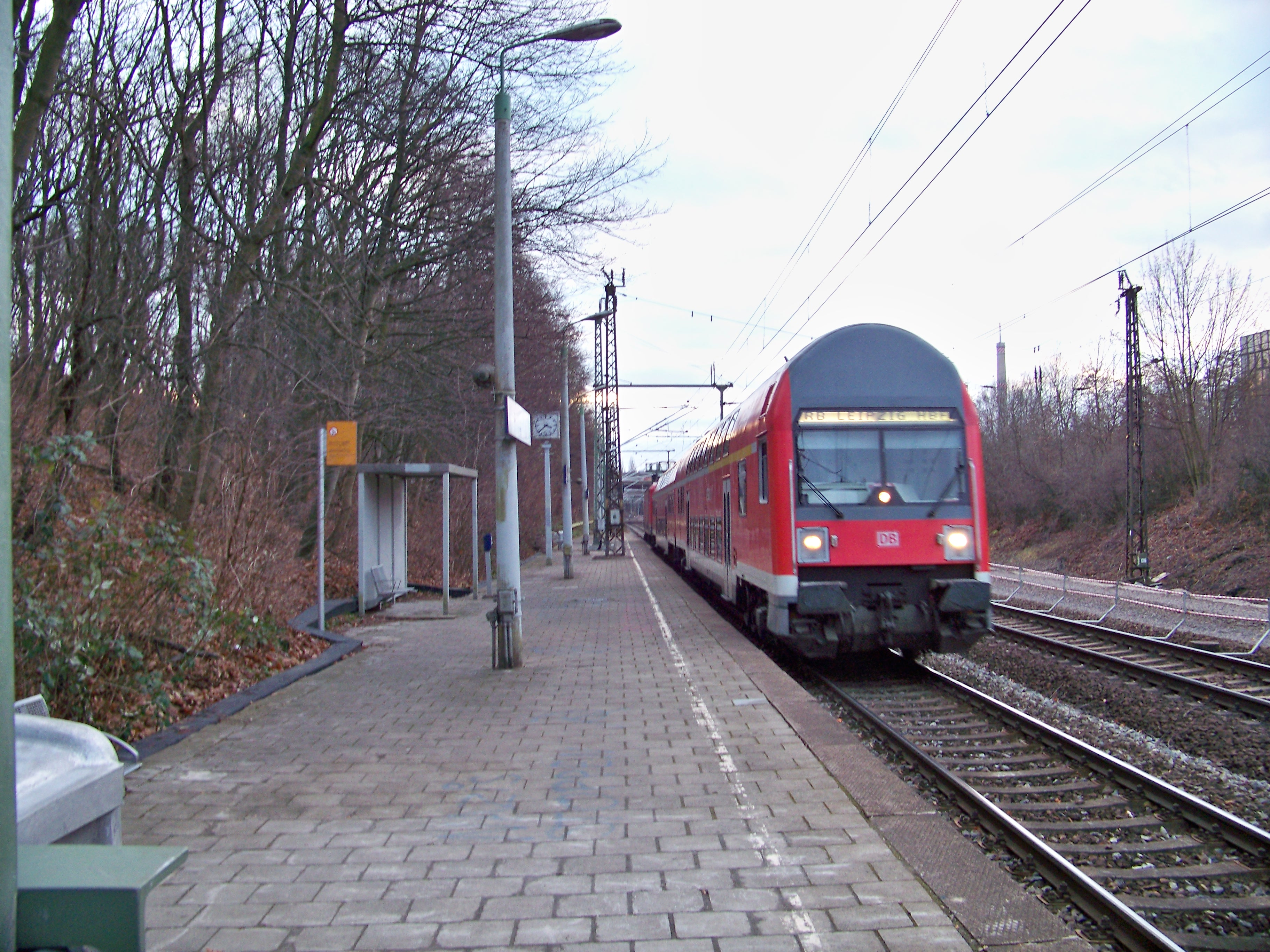
Den gamla stationen vid Mässbron.

Leipzig-Völkerschlachtdenkmal är en järnvägsstation i Leipzig. Stationen öppnade för trafik 1968 på Leipzig Hbf–Leipzig-Connewitz järnväg. Efter ombyggnad 2013 flyttades stationen österut från Mässbron till Prager Strasse och den före detta järnvägen Leipzig-Stötteritz–Leipzig-Engelsdorf som är del av Leipzig godstågsring. Stationen är del av S-Bahn Mitteldeutschland och trafikeras av linjerna S1, S2 och S3. 
Stationen ligger nära monumentet Völkerschlachtdenkmal.